# 延平站
延平站位于中国福建省南平市延平区夏道镇安济村，现为二等站。延平站距延平城区25公里，是合福客运专线和南三龙铁路所共有的火车站。

## 历史
2015年6月28日，南平北站（电报码：NBS，拼音码：NPB）随合福客运专线建成而投入使用。
2017年，南平市人民政府发出《南平市人民政府关于优化调整我市辖区铁路车站站名方案情况的报告》（南政综〔2017〕530号），提出因其为合福高铁沿线客运站，且为延平区最重要的客运枢纽，提议将南平北站更名为延平站。 
2019年12月15日，根据中国国家铁路集团印发的《国铁集团关于宁城等站命名和南平南等站更名的通知》，南平北站更名为延平站。

## 车站结构

### 站房
延平站位于南平市延平区，车站站房为线侧平式站房，车站的外观似在水面展翅而飞的白鹭。站房共设两层，有两个检票口与两个候车区，设计高峰时每小时发送量为2300人次，最高聚集人数为2000人。一号检票口位于一层，设有4个闸机，可进入站侧站台，但由于该站台尚未完工，该检票口与配套候车区均不开放。二号检票口位于二层，设有4个闸机，可通过天桥进入1、2、3、4号站台。车站售票厅设于车站东侧，设有两个出站口，位于地面广场与车站地下。
延平站采用“上进下出”的进出站模式，乘客可由地面广场进入车站，并由车站天桥进入对应站台。由于地面出站口不开放，出站的乘客只可由地下出站。为避免黑车司机闯入出站口拉客，出站口设有两道闸机，第一道闸机为检票闸机，在出站通道交叉口后各方向均设有第二道闸机，乘客应提前决定出站的方向。
- 售票处
- 候车室
- 进站天桥
- 出站口

### 站台
延平站接入合福客运专线和南龙铁路，共设有2条正线，4条到发线。设有3个站台，5个台面，其中与站房连接的侧式站台未启用，其余两个岛式站台的台面由南往北以1、2、3、4编号命名。进站的旅客通过天桥进入站台，出站的旅客通过地下通道出站。
| 4站台    | 合福客运专线 往福州方向（古田北站）     |
| 岛式站台 |                                         |
| 3站台    | 合福客运专线 往福州方向（古田北站）     |
| 通过线   | 合福客运专线 下行列车通过线             |
| 通过线   | 合福客运专线 上行列车通过线             |
| 2站台    | 合福客运专线 往合肥北城方向（建瓯西站） |
| 岛式站台 |                                         |
| 1站台    | 合福客运专线 往合肥北城方向（建瓯西站） |

## 接驳交通
由南平市区进站的公交会停靠在站前广场道路上，乘客可在该处下车直接进站。
延平站西侧设有安济客运综合枢纽，该枢纽站地上一层设有公交枢纽、客运汽车站地下一层设有出租车候客区，乘客可由延平站2号西侧出站口通过地下通道实现与公共交通的无缝换乘。

## 逸事
该站虽然名为“南平北站”，但实际上，该站在南平市的東南部远郊，比原有的峰福线上的南平南站更偏南，但仍被命名为“北站”。而2019年12月15日，该站被更名为“延平站”，同时在该站西侧的原南平南站被更名为“延平东站”，造成由“南平北站在南平南站南面”变为“延平东站在延平站西面”。